# Echinocephalus pseudouncinatus
Echinocephalus pseudouncinatus är en rundmaskart. Echinocephalus pseudouncinatus ingår i släktet Echinocephalus och familjen Gnathostomatidae. Inga underarter finns listade i Catalogue of Life.